# HR 8799 c
HR 8799 c (إتش آر 8799 ج) هو كوكب خارج المجموعة الشمسية يبعد حوالي 129 سنة ضوئية في كوكبة الفرس الأعظم، ويدور حول نجم إتش أر 8799 سادس القدر الظاهري. وللكوكب كتلة تتراوح بين 5 و10 أضعاف كتلة المشتري، وقطر أكبر بنسبة 20 إلى 30% من قطر المشتري. ويدور على بعد 38 وحدة فلكية من النجم إتش آر 8799، ويتم دورته كل 190 عام في المدار الذي لا تزال انحرافيتها مجهولة؛ كما أنه ثان الكواكب التي تم اكتشافها في نظام إتش آر 8799 من أصل ثلاثة كواكب في النظام. وقد اكتشف هذا الكوكب يوم 13 نوفمبر 2008 بواسطة مارويس وآخرون باستخدام مرصد كيك ومرصد جيميني في هاواي. وقد اكتشفت كواكب هذا النظام الثلاثة باستخدام طريقة التصوير المباشر. وفي يناير 2010، صار إتش آر 8799 ج ثالث كوكب خارج المجموعة الشمسية يلاحظ جزء من طيفه مباشرة (بعد كوكبي 2M1207b و1RXS J1609b)، موثقين بذلك جدوى الدراسة الطيفية المباشرة للكواكب الخارجية.